# 618 Elfriede
Elfriede (asteróide 618) é um asteróide da cintura principal com um diâmetro de 120,29 quilómetros, a 2,93989448 UA. Possui uma excentricidade de 0,07842204 e um período orbital de 2 081,08 dias (5,7 anos).
Elfriede tem uma velocidade orbital média de 16,67603949 km/s e uma inclinação de 17,01201931º.
Esse asteróide foi descoberto em 17 de Outubro de 1906 por K. Lohnert.